# Накодочес (округ)
Округ Накодочес (англ. Nacogdoches county) — округ штата Техас Соединённых Штатов Америки. На 2000 год в нем проживало 59 201 человек. По оценке бюро переписи населения США в 2009 году население округа составляло 64 117 человек. Окружным центром является город Накодочес.

## История
Округ Накодочес был одним из первоначальных округов Республики Техас, когда она объявила о независимости от Мексики в 1836 году. Он был назван в честь индейского племени накодочес.

## География
По данным бюро переписи населения США площадь округа Накодочес составляет 2542 км², из которых 2452 км² — суша, а 90 км² — водная поверхность (3,52 %).

### Основные шоссе
- Шоссе 59
- Шоссе 259
- Автострада 7
- Автострада 21
- Автострада 204

### Соседние округа
- Раск  (север)
- Шелби  (северо-восток)
- Сан-Огастин  (юго-восток)
- Анджелина  (юг)
- Чероки  (запад)